# Ribosa 5-fosfato
La ribosa 5-fosfato es un intermediario y a su vez un producto de la ruta de las pentosas fosfato. El último paso de las reacciones oxidativas de dicha ruta es la producción de ribulosa 5-fosfato. Dependiendo del estado metabólico de la célula, la ribulosa 5-fosfato puede isomerizar reversiblemente a ribosa 5-fosfato o puede, alternativamente, sufrir una serie de isomerizaciones que darán lugar a la producción de fructosa 6-fosfato y gliceraldehido 3-fosfato, ambos intermediarios de la glucólisis. La ribosa 5-fosfato también puede ser el sustrato de la enzima ribosa fosfato difosfoquinasa, convirtiéndose en fosforibosil pirofosfato.